# Сеник Роман Федорович
Рома́н Фе́дорович Се́ник (26 липня 1968, Наконечне Друге, Львівська область, Українська РСР, СРСР —  25 січня 2014, Київ, Україна) — протестувальник та активіст Євромайдану, входив до Самооборони Майдану. Вбитий під час подій на вулиці Грушевського в Києві. Герой України (2014, посмертно).

## Біографія
Народився 26 липня 1968 року на Яворівщині. У восьмирічному віці Роман відзначився тим, що врятував із крижаної води дівчинку, яка каталася на санчатах і впала в річку. Закінчив школу в Наконечному Першому, після чого навчався у технікумі. Згодом виїхав з рідної Яворівщини, проте не поривав зв'язки з рідним краєм, де залишилися його батьки, брат і сестра.
У 1989 році першим підняв синьо-жовтий прапор у своєму селі.
Роман Сеник служив миротворцем у контингенті Миротворчих сил ООН у Югославії під час війни Хорватії за незалежність, де був прапороносцем. Мав бойові нагороди.
Протягом приблизно останніх п'ятнадцяти років життя мешкав у Турці, працював оператором на автозаправній станції. У місті Сеника знали як чесну, доброзичливу, чуйну людину, готову в будь-яку мить прийти на допомогу.
Роман був двічі одруженим, любив дітей, проте своїх дітей не мав.
З початку подій на Євромайдані до Києва їздив тричі, завжди намагався там бути потрібним. Заявляв, що він вийшов на Майдан за народ, оскільки вважав, що хтось має стояти за його родину. Входив до 29-ї Бойківської сотні самооборони Майдану, жодної зброї не мав. Носив з собою прапор України з написом «Турка», через що в сотні його називали «Турківським прапороносцем». Зазвичай Роман чергував з шостої до дев'ятої години ранку. Напередодні 22 січня саме придбав квитки, щоб повернутися додому.
Романа Сеника було поранено 22 січня 2014 року біля стадіону «Динамо» на Грушевського під час Євромайдану, коли Роман стояв з прапором на передовій. Снайпер прострілив йому легеню та завдав важкого поранення в плече бронебійною кулею спеціального призначення. Роман переніс кілька операцій у Київській міській клінічній лікарні № 17, втратив багато крові, йому довелося ампутувати руку. Проте ушкодження виявилися занадто важкими, і вранці 25 січня він помер у лікарні, не приходячи до тями.
Похорон відбувся 27 січня у рідному селі Романа Наконечному Другому, в останню путь його проводжали близько двох тисяч людей під скандування «Герої не вмирають!». Траурну процесію, в якій були рідні, друзі, народні депутати України, депутати та голова Львівської обласної ради, делегація з Турки та інші супроводжували близько 20 священиків різних конфесій. Поховали Романа Сеника на сільському цвинтарі поряд з могилами вояків Української повстанської армії, які чинили опір радянській владі в селі до 1957 року.

## Вшанування пам'яті
На честь Романа Сеника, інших постраждалих та загиблих під час кривавих подій на Грушевського в Тернополі названо площу Героїв Євромайдану.
27 липня 2014 року в місті Турка було урочисто відкрито та освячено меморіальну дошку герою Небесної сотні Роману Сенику. Дошку зі світлиною загиблого встановили на будинку по вулиці Міцкевича, де він мешкав.
У райцентрі Яворові та в рідному селі Наконечному Другому планувалося назвати вулиці на честь Романа Сеника, .

### Нагороди
- Звання Герой України з удостоєнням ордена «Золота Зірка» (21 листопада 2014, посмертно) — за громадянську мужність, патріотизм, героїчне відстоювання конституційних засад демократії, прав і свобод людини, самовіддане служіння Українському народу, виявлені під час Революції гідності[13]
- Медаль УПЦ КП «За жертовність і любов до України» (червень 2015, посмертно)[14]